# Хельгё
Хельгё (швед. Helgö) — остров на озере Меларен в Швеции. Административно относится к коммуне Экерё в лене Стокгольм.
В 1950-е годы на острове открыто и с тех пор исследуется археологами (в том числе Вильгельмом Хольмквистом) производственное и торговое поселение железного века. Самые ранние находки относятся к I веку н. э. Расцвет поселения приходится на 400—700 годы, поселение существовало до XI века. Найдены не менее 70 византийских золотых монет V и VI века. В V—VI вв. на острове существовали ремесленные мастерские, изготавливавшие изделия из привозных железа, золота, серебра и бронзы. Изделия распространялись в средней и северной Швеции, на Готланде и в Финляндии.